# Markhamia
Markhamia és un gènere de plantes amb flors dins la família Bignoniaceae.
Són principalment arbustos o arbres caducifolis que fan fins a 15 metres d'alt. Les espècies d'aquest gènere es troben a algunes regions de l'Àfrica Austral i l'Àsia Sud-oriental.

## Taxonomia
- Markhamia lutea (Benth.) K.Schum.
- Markhamia obtusifolia (Baker) Sprague
- Markhamia stipulata (Wall.) Seem.
- Markhamia tomentosa (Benth.) K.Schum. ex Engl.
- Markhamia zanzibarica (Bojer ex DC.) K.Schum.